# Kołowe Turnie

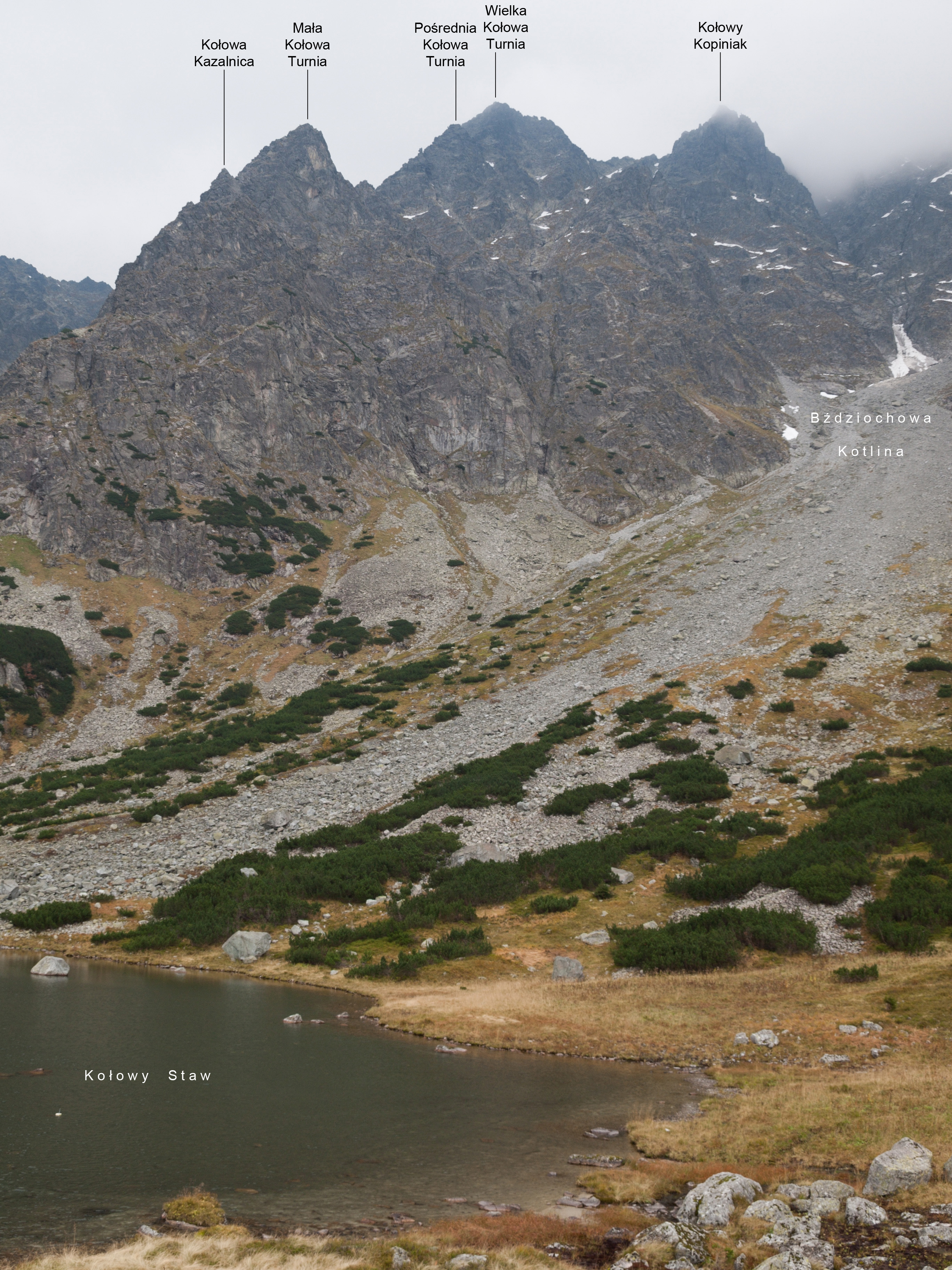
Kołowe Turnie i Kołowy Kopiniak – widok znad Kołowego Stawu

Kołowe Turnie (słow. Kolové veže, niem. Pflockseetürme, węg. Karó-tavi-tornyok) – trzy turnie w Kołowej Grani w słowackich Tatrach Wysokich. Grań ta oddziela od siebie dwie górne odnogi Doliny Kołowej: Bździochowe Korycisko (Kotlinka pod Kolovým sedlom), znajdujące się po jej wschodniej stronie i Bździochową Kotlinę (Kotlinka pod bránami). W kolejności od Modrej Turni na północ są to:
- Wielka Kołowa Turnia (Veľká kolová veža) – około 2160 m,
- Pośrednia Kołowa Turnia (Prostredná kolová veža),
- Mała Kołowa Turnia (Malá kolová veža) – 1977 m[1][2].

Wielka i Pośrednia Kołowa Turnia oddzielone są Pośrednią Kołową Ławką (Prostredná Kolová štrbina), Pośrednia i Mała – Skrajną Kołową Ławką (Predná Kolová štrbina). W kierunku Modrej Turni Kołowe Turnie graniczą przez Zadnią Kołową Ławkę z Kołowym Kopiniakiem, natomiast na północ od nich znajduje się Kołowa Kazalnica, oddzielona Kołowym Karbikiem.
Nazwa turni pochodzi od Kołowego Stawu i Doliny Kołowej. Pierwsze wejście na Wielką Kołową Turnię: latem – Mieczysław Karłowicz 16 sierpnia 1907 r. (granią od Modrej Turni), zimą Stanisław Krystyn Zaremba 9 kwietnia 1934 r. Turnie znajdują się na obszarze ochrony ścisłej i nie prowadzi przez nie żaden szlak turystyczny. Dobrze widoczne są z żółtego szlaku turystycznego prowadzącego od Zielonego Stawu Kieżmarskiego na Jagnięcy Szczyt.